# Павел (Язиджи)
Митрополи́т Па́вел (в миру Рами аль-Язиджи; 1959, Латакия — декабрь 2016, Алеппо) — епископ Антиохийской православной церкви, митрополит Алеппский и Искандеронский.
Младший брат патриарха Антиохийского и всего Востока Иоанна X.

## Биография
Родился в 1959 году в городе Латакия, Сирия в набожной православной семье.
Жил и учился в Латакийских школах, затем учился на инженера-строителя в Тишринском университете. В студенческие годы играл ведущую роль в молодёжном служении, в воскресных школах, учил хоры византийскому пению.
В 1985 году был рукоположён в сан диакона.
Обучался богословию в Университете Аристотеля в Салониках, где 1989 году защитил магистерскую, а в 1992 году — докторскую диссертацию. Также обучался иконописи и византийскому пению в Греции и на Афоне.
В 1992 году рукоположён во пресвитера и с того времени преподавал патристику, Христианскую этику и гомилетику в Баламандской богословском институте.
В 1994 году назначен ректором Баламандской семинарии с возведением в достоинство архимандрита. В данной должности оставался до 2000 года.

### Епископство
В 1999 году Священный Синод Антиохийской Православной Церкви отметил его успешные труды, а 2 октября 2000 года — избрал митрополитом Алеппским. Его архиерейская хиротония последовала в патриаршем Дамасском соборе Аль-Мариамие 20 октября, а настолование в Алеппо — 22 октября того же года.
Вдобавок к Алеппскому краю, Антиохийским патриархом было поручено окормление области Хатай в Турции на которую также распространяется духовное попечение Антиохийской Церкви (там располагался древний центр Антиохийского Патриархата — город Антиохия).
В сентябре 2005 года назначен представителем от Антиохийского Патриархата на официальное богословское совещание между православными и римо-католиками.

### Похищение
Утром 22 апреля 2013 года в пригороде города Алеппо митрополит Павел и архиепископ Сиро-Яковиской Церкви мар Григорий Иоанн Ибрахим были похищены боевиками, вторгшимися в Сирию. Диакон, который вёл машину, был убит. Представители Церквей, чьи священнослужители попали в плен, сообщили, что епископы были похищены чеченскими боевиками, сражающимися против сирийской правительственной армии. Такую же версию событий выдвинул и официальный Дамаск.
Патриарх Московский и всея Руси Кирилл, узнав о похищении иерархов, обратился к Президенту России Владимиру Путину, прося «предпринять усилия в рамках имеющихся у Российского государства возможностей для скорейшего освобождения сирийских иерархов». Письма Патриарха в связи с данным инцидентом были направлены также Президенту США Бараку Обаме, Генеральному секретарю ООН Пан Ги Муну, Председателю Правительства Турции Реджепу Тайипу Эрдогану. Ответственность за их похищение никто на себя не взял. Сообщения об освобождении епископов не получили подтверждения.
Согласно опубликованным командой исследователей во главе с сирийским журналистом Мансуром Салибом результатам поисков, они были убиты боевиками группировки «Нур ад-Дин аз-Зенки» в декабре 2016 года.